# Hooked on Classics (серия)
«Hooked on Classics» (с англ. — «Помешанные на классике»; досл. — «На крючке у классики») — цикл музыкальных альбомов Королевского филармонического оркестра из серии «классика в современной обработке». Первый альбом был выпущен в 1981 году и имел успех у слушателей, однако вызвал отторжение у многих исполнителей классической музыки.

## История
Луис Кларк, бывший аранжировщик Electric Light Orchestra, стал дирижёром Королевского филармоническим оркестра для записи альбома. Манера его исполнения знаменитых классических произведений являла собой игру в непрерывном ритме (иногда в откровенно быстром, почти с уходом в диско, иногда более медленный и более тонкий ритм). Это называется симфонический рок или оркестрованный рок, также, например, Лондонский симфонический оркестр записывал свою серию «Classic Rock», но с меньшим количеством электронных эффектов.
Первые три альбома имели коммерческий успех. Hooked on Classics достиг 4 места в альбомном чарте Billboard 200 в США, оставаясь в чарте в течение 68 недель. Там он получил платиновую сертификацию. Hooked on Classics 2: Can’t Stop the Classics достиг максимума на 33 позиции, оставаясь в течение 41 недели в чарте и был сертифицирован как золотой. Hooked on Classics 3: Journey Through the Classics достиг строчки 89, и был в чарте в течение 14 недель.
Четвёртый альбом Hooked on Classics 4: Baroque был записан вообще без участия Королевского оркестра и Луиса Кларка, для записи были приглашены оркестр New World Ensemble и дирижёр Этторе Страта. Альбом оказался неудачным коммерчески, многие также отметили слабое звучание. В это же самое время Королевский оркестр выпускает собственный альбом Mixed Up Classics, который схож по стилю с первыми работами.
Альбомы The Classics in Rhythm и Hooked on Classics 2000, пятый и шестой соответственно, вновь были записаны Королевским оркестром, однако уже не имели такого успеха.
В 2011 году Луис Кларк в честь 30-летия первого альбома организовал живой концерт в Борнмутском международном центре. Для этого случая был приглашен English Pops Orchestra, куда, в свою очередь, были приглашены многие музыканты из состава Королевского оркестра, которые принимали участие в записи первых альбомов.

## Влияние
Несмотря на то, что не все музыкальные деятели оценили толкование классики в том виде, в котором её преподнёс Луис Кларк, можно сказать, что серия вернула слушателям, в частности молодёжи, интерес к классической музыке.